# Fregaty rakietowe typu Karel Doorman
Fregaty rakietowe typu Karel Doorman (znane też jako Typ M) – uniwersalne holenderskie fregaty rakietowe średniej wielkości. Budowę pierwszego okrętu, nazwanego tak jak i cała seria na cześć admirała Hr.Ms. Karel Doorman rozpoczęto w 1985. W służbie Koninklijke Marine od 1991, zbudowano łącznie 8 okrętów, po 2 okręty odsprzedano po 2004 marynarkom Chile, Belgii i Portugalii.

## Historia i budowa
Fregaty typu M były pomyślane jako okręty wielozadaniowe (M od Multipurposefregat), mniejsze od starszych fregat typu Kortenaer, wyspecjalizowane szczególnie do zwalczania okrętów podwodnych. Prace projektowe rozpoczęto w Holandii w latach 80., a umowę na budowę pierwszych czterech okrętów podpisano 29 lutego 1984 roku (przyspieszono jej zawarcie z uwagi na recesję w holenderskim przemyśle stoczniowym). Wszystkie budowano w stoczni de Schelde we Vlissingen. 26 lutego 1985 położono stępkę pod prototypową fregatę „Karel Doorman”, a wodowaną ją 20 kwietnia 1988 roku. Stępki pod budowę kolejnych trzech położono w 1985, 1986 i 1988 roku. Drugą serię czterech fregat zamówiono 10 kwietnia 1986 roku, a stępki pod ich budowę położono w stoczni de Schelde w 1989, 1990 (dwie) i 1991 roku. Początkowo zamierzano nazwać okręty od prowincji holenderskich, lecz w 1987 roku zdecydowano kontynuować nazewnictwo poprzednich fregat od nazwisk admirałów holenderskiej marynarki.

## Zbudowane okręty
| Znak taktyczny | Nazwa                 | Wejście do służby | Status                                                               |
| -------------- | --------------------- | ----------------- | -------------------------------------------------------------------- |
| F827           | Karel Doorman         | 31 maja 1991      | Sprzedany Belgii jako „Leopold I” (F930) w 2005.                     |
| F829           | Willem van der Zaan   | 28 listopada 1991 | Sprzedany Belgii jako Louise-Marie (F931) w 2005.                    |
| F830           | Tjerk Hiddes          | 3 grudnia 1992    | Sprzedany Chile jako Almirante Riveros (FF-18) w 2004.               |
| F831           | Van Amstel            | 27 maja 1993      | W służbie Koninklijke Marine.                                        |
| F832           | Abraham van der Hulst | 15 grudnia 1993   | Sprzedany Chile jako Blanco Encalada (FF-15) w 2004.                 |
| F833           | Van Nes               | 2 czerwca 1994    | Sprzedany Portugalii jako NRP Bartolomeu Dias (F333) w 2006.         |
| F834           | Van Galen             | 1 grudnia 1994    | Sprzedany Portugalii jako NRP D. Francisco de Almeida (F334) w 2006. |
| F828           | Van Speijk            | 7 września 1995   | W służbie Koninklijke Marine.                                        |